# Semegnjevo
Semegnjevo (Servisch cyrillisch Семегњево) is een plaats in de Servische gemeente Čajetina. De plaats telt 300 inwoners (2002).